# BAFTA 2008
O British Academy Television Awards de 2008 foi realizado em 20 de abril no London Palladium em Londres. A cerimônia foi transmitida ao vivo pela BBC One no Reino Unido. As indicações foram anunciadas em 18 de março de 2008. A série dramática Cranford recebeu o maior número de nomeações, com quatro no total, fazendo de Judi Dench a atriz mais indicada na história do BAFTA por seu trabalho na TV e no cinema juntos. Bruce Forsyth recebeu o BAFTA Fellowship.

## Indicações
- Melhor Ator
  - Andrew Garfield — Boy A  (Channel 4)
  - Tom Hardy —; Stuart: A Life Backwards (BBC Two)
  - Matthew Macfadyen — Secret Life (Channel 4)
  - Antony Sher — Primo (BBC Four)
- Melhor Atriz
  - Eileen Atkins — Cranford (BBC One)
  - Judi Dench — Cranford (BBC One)
  - Gina McKee — The Street (BBC One)
  - Kierston Wareing — It's a Free World... (Channel 4)
- Melhor performance de Entretenimento
  - Harry Hill — Harry Hill's TV Burp (ITV)
  - Simon Amstell — Never Mind the Buzzcocks (BBC Two)
  - Alan Carr e Justin Lee Collins — The Friday Night Project (Channel 4)
  - Stephen Fry — QI (BBC Two)
- Melhor performance de Comédia
  - James Corden — Gavin & Stacey (BBC Three)
  - Peter Capaldi — The Thick of It (BBC Four)
  - Stephen Merchant — Extras Christmas special (BBC One)
  - David Mitchell — Peep Show (Channel 4)
- Melhor Drama Único
  - The Mark of Cain (Channel 4)
  - Boy A (Channel 4)
  - Coming Down the Mountain (BBC One)
  - The Trial of Tony Blair (More4)
- Melhor Minissérie
  - Britz (Channel 4)
  - Cranford (BBC One)
  - Five Days (BBC One)
  - Murphy's Law (BBC One)
- Melhor Série Dramática
  - The Street (BBC One)
  - Life on Mars (BBC One)
  - Rome (BBC Two)
  - Juventude à Flor da Pele (E4)
- Melhor Novela ou Drama Continuado
  - Holby City (BBC One)
  - The Bill (ITV)
  - EastEnders (BBC One)
  - Emmerdale (ITV)
- Melhor Série Factual
  - The Tower: A Tale of Two Cities (BBC One)
  - Meet the Natives (Channel 4)
  - Paul Merton in China (Five)
  - Tribe (BBC Two)
- Melhor Programa de Entretenimento
  - Harry Hill's TV Burp (ITV)
  - Britain's Got Talent (ITV)
  - Have I Got News for You (BBC One)
  - Strictly Come Dancing (BBC One)
- Melhor Comédia Roteirizada
  - Peep Show (Channel 4)
  - Benidorm (ITV)
  - The IT Crowd (Channel 4)
  - The Thick of It (BBC Four)
- Melhor Comédia (Programa ou Série)
  - Fonejacker (Channel 4)
  - The Armstrong and Miller Show (BBC One)
  - Russell Brand's Ponderland (Channel 4)
  - Star Stories (Channel 4)
- Prêmio de Público
  - Gavin & Stacey (BBC Three)
  - The Apprentice (BBC Two)
  - Andrew Marr's History of Modern Britain (BBC Two)
  - Britain's Got Talent (ITV)
  - Cranford (BBC One)
  - Strictly Come Dancing (BBC One)
- Melhor Documentário
  - Lie of the Land (Channel 4)
  - Beautiful Young Minds (BBC Two)
  - Malcolm and Barbara: Love's Farewell (ITV)
  - Parallel Worlds, Parallel Lives (BBC Four)
- Melhor Participação
  - Ramsay's Kitchen Nightmares (Channel 4)
  - Heston Blumenthal: In Search of Perfection (BBC Two)
  - The Secret Millionaire (Channel 4)
  - Top Gear (BBC Two)
- Melhor Programa Internacional
  - Heroes (BBC Two)
  - Californication (Five)
  - Family Guy (BBC Three)
  - My Name Is Earl (Channel 4)
- Melhor Especialista em Fatos
  - Andrew Marr's History of Modern Britain (BBC Two)
  - Earth: The Power of the Planet (BBC Two)
  - The Genius of Photography (BBC Four)
  - The Relief of Belsen (Channel 4)
- Melhores Assuntos Atuais
  - China's Stolen Children — A Dispatches Special (Channel 4)
  - Dispatches — Fighting The Taliban (Channel 4)
  - Honour Kills (BBC Three)
  - Panorama: Dog Fighting Undercover (BBC One)
- Melhor Cobertura Jornalística
  - Sky News — Ataque ao aeroporto de Glasgow (Sky News)
  - BBC Ten O'Clock News: Guerra do Afeganistão (BBC One)
  - Channel 4 News: Iraq — Aumento de tropas da Guerra do Iraque de 2007 (Channel 4)
  - ITV Evening News: A tragédia do Zimbábue (ITV)
- Melhor Esporte
  - ITV F1: Grande Prêmio do Canadá de 2007 (ITV)
  - The Boat Race (ITV)
  - Copa do Mundo de Rugby Union de 2007: Ingraletrra vs. França (ITV)
  - Torneio de Wimbledon de 2007 Final Masculina (BBC One)
- Melhor Interatividade
  - Spooks Interactive (BBC One)
  - Big Art Mob (Channel 4)
  - Doctor Who Comic Maker (BBC One)
  - The X Factor (ITV)
- Prêmio Especial
  - Paul Watson
- BAFTA Fellowship
  - Bruce Forsyth